# Exfiliana
Exfiliana (también conocida como Esfiliana) es una localidad española perteneciente al municipio de Valle del Zalabí, situada en la parte central de la comarca de Guadix, en la provincia de Granada, comunidad autónoma de Andalucía. Limita con la localidad de  Alcudia de Guadix, perteneciente al mismo municipio y, un poco más alejados, están los núcleos de Guadix y La Calahorra, localidades y municipios propios, pero todos pertenecientes a la misma comarca de Guadix.

## Historia

### Edad Antigua
Siguiendo los caminos señalados por los valles y por los ríos llegaron los primeros hombres, se asentaron y aprovecharon los campos de cultivo. Estos campos condujeron a la civilización en forma de técnicas de cultivo ya pertenecientes a la época neolítica, con el uso de herramientas metálicas. En épocas posteriores se asentaron cerca del actual lugar de Exfiliana los fenicios, los cartaginenses y los romanos.
Por las vías romanas llegaron los primeros cristianos, entre soldados y comerciantes. En el año 306 ya está asentada la Diócesis de Guadix (entonces conocida como Acci) por su obispo Félix. 
Por esta época se funda el actual asentamiento de Exfiliana con la nomenclatura de "Ex-Julia" («Fuera de Guadix,»), ya que la ciudad accitana era conocida por Roma como Julia Gemella Acci. La villa de Exfiliana, al sureste de Acci, según baja el río Guadix, se reconocen sus antecedentes asentados en una entonces villa romana, que surge aprovechando la población proveniente de Guadix y las vegas cercanas, al tiempo que se debilita la sujeción de los pueblos a la autoridad de la ciudad accitana y se huye del peso de los impuestos.

### Edad Media
Durante la época musulmana, cuando Almería era el primer puerto militar del Califato de Córdoba, la importancia viaria del camino que comunica la localidad almeriense creció y revalorizó a los pueblos del valle.
Exfiliana fue llamada «Tustar» o «Xustar», de ahí el nombre de uno sus hijos ilustres Al-Xustari, famoso poeta místico del siglo XIII, nacido en Exfiliana en el año 1212 y muerto en Damieta, Egipto en el año 1269 durante uno de los viajes que en peregrinación hizo a La Meca. En el siglo XVI la localidad pasó a llamarse «Yxfilyana».

### Edad Moderna
Poco después de la rendición de Baza que tuvo lugar en 1489 por parte del El Zagal (tío del rey Boabdil) ante los Reyes Católicos, la zona pasa al poder cristiano bajo el dominio de la Corona de Castilla.  
Durante la Rebelión de las Alpujarras entre los años 1568 y 1570, Exfiliana se unió a la sublevación y rebelión por la proximidad a Guadix, pero en menor grado que su vecina Alcudia de Guadix. El pueblo, por esta época, creció más de lo esperado, ya que los moriscos expulsados del Cigüeñí y el Zalabí se trasladaron a ella, pero esto no impidió que en 1571 fueran expulsados.
Hoy sabemos mucho más de Exfiliana gracias a documentados valiosísimos que se conservan en el libro encuadernado en pergaminos titulado «Apeos que se hicieron por el Doctor Miguel de Salazar, en el año 1571, de todas las Haciendas de los lugares de Exfiliana, Alcudia, Zalabí y Cigüeñí, que fueron de los Moriscos».
Tras la expulsión de los moriscos del Reino de Granada, en 1571, el pueblo quedó despoblado, dado que sus apenas 25 vecinos lo eran. Fue posteriormente repoblada con 10 cristianos viejos.
Don Álvaro de Bazán tenía en Exfiliana un extenso y rico huerto, junto a la del Marqués del Cenete, la cual visitó en varias ocasiones, así como el ermita del Zalabí. Tras la victoria de la batalla de Lepanto el 7 de octubre de 1571, en el Zalabí se conmemoraba con bastante fervor a la Virgen del Rosario en honor al día en que tuvo lugar dicha victoria.
El 19 de mayo de 1628, la villa fue vendida por merced del rey Felipe IV a don Pablo Alfonso de la Cueva Benavides, quien más tarde, el 15 de mayo de 1668, la enajenó al almirante don Pedro Fernández Contreras, marqués de Alcudia y señor de Exfiliana.
Poco antes, en 1662, el almirante Contreras dio poder a su esposa doña Luisa de Villavicencio para fundar un mayorazgo, cuya escritura se otorgó en Cádiz el 16 de abril de 1667.
En el catastro de Ensenada publicado en el año 1750 aparece como: 

Una villa dotada de 80 casas y 5 molinos harineros. Los habitantes del municipio vivían del cultivo de huertos, viñas, alamedas, servales, morales y otros frutales, castaños y algunos olivos, así como de la producción de seda.
Catastro de Ensenada, 1750

### Edad Contemporánea
El político español, Pascual Madoz, describe a Exfiliana en el año 1845 como: 

Una villa situada en una llanura a la orilla izquierda del río Guadix. Tiene 80 casas, incluida la consistorial y la cárcel; escuela de instrucción primaria concurrida por un corto número de niños y dotada en cien ducados; otra de niñas, sin dotación fija; Iglesia parroquial curato de segundo ascenso, servido por un cura de provisión ordinaria y un capellán y, extramuros, al este, en el sitio conocido por Zalabí, la ermita de Santa María de la Cabeza.
Pascual Madoz, 1845

Exfiliana, hasta 1973, era un municipio independiente, hasta que se fusionó con Alcudia de Guadix y Charches en un solo municipio, llamado Valle del Zalabí, recayendo la capitalidad municipal en el núcleo alcudianero.

## Demografía
| Gráfica de evolución demográfica de Esfiliana entre 1842 y 1970 |
| |
| Población de derecho según los censos de población del INE Población de hecho según los censos de población del INEEntre el censo de 1981 y el anterior, este municipio desaparece porque se agrupa en el municipio Valle del Zalabí |

Evolución de la población de Exfiliana en la década de 2000, según el nomenclátor publicado por el INE.
| Gráfica de evolución demográfica de Exfiliana entre 2000 y 2010 |
|                                                                 |
| Datos según el nomenclátor publicado por el INE.                |

## Patrimonio

### Patrimonio religioso
- Ermita de Zalabí. Pequeña ermita religiosa, de apenas 84 m², situada en el paraje que primitivamente abarcó el pueblo homónimo. Está construida de argamasa en la parte más antigua y de ladrillo en la más moderna. Su cubierta es de madera.[5]

- Iglesia parroquial de la Anunciación. De planta basilical, fue construida entre 1540 y 1570 y cuyo presbiterio se separa del resto de la nave mediante un discreto arco. Tiene una cúpula renacentista colocada sobre pechinas y, en su interior, se conservan valiosas muestras de arte sacro como los cuadros de los Santos Mártires, patrones del pueblo, pintados en 1598 por Giusepe del Olmo, así como una custodia barroca de plata de 1655 y un relicario, también barroco y en plata del año 1806.[6]

## Cultura

### Fiestas y eventos
- Romería de la Virgen de la Cabeza: tiene lugar el último fin de semana de abril y se celebra hasta la llegada a la ermita de Zalabí.
- Fiestas patronales: se celebran en torno al 26 de junio en honor de los Santos Mártires Juan y Pablo.

## Gastronomía
Entre la gastronomía típica de Exfiliana se encuentra el arroz con conejo, la pepitoria de pollo, el rin-ran y la olla de los segadores. Entre los dulces, destacan los buñuelos, las hojuelas, los roscos de vino, el manjar blanco y las tarbinas.

## Exfilianeros célebres
- al-Xustari, poeta.
- Torcuato Ruiz del Peral (1708-1773), escultor.[7]